# Суасон-1 (кантон)
Суасон-1 (фр. Soissons-1) — кантон во Франции, находится в регионе О-де-Франс, департамент Эна. Входит в состав округа Суасон.

## История
Кантон образован в результате реформы 2015 года на базе упраздненного кантона Суасон-Север.

## Состав кантона с 22 марта 2015 года
В состав кантона входят коммуны (население по данным Национального института статистики за 2018 г.):
- Баньё — население 67 чел.
- Венизель — население 1 379 чел.
- Вильнёв-Сен-Жермен — население 2 464 чел.
- Ворзи — население 323 чел.
- Вреньи — население 93 чел.
- Жювиньи — население 281 чел.
- Круи — население 2 912 чел.
- Кюиси-ан-Альмон — население 358 чел.
- Кюффи — население 1 786 чел.
- Лёри — население 105 чел.
- Оли-Куртий — население 332 чел.
- Пали — население 1 042 чел.
- Помье — население 729 чел.
- Суасон (северная половина) — население 11 016 чел.
- Шавиньи — население 158 чел.

## Политика
На президентских выборах 2022 г. жители кантона отдали в 1-м туре Марин Ле Пен 35,8 % голосов против 24,2 % у Эмманюэля Макрона и 18,1 % у Жана-Люка Меланшона; во 2-м туре в кантоне победила Ле Пен, получившая 54,6 % голосов. (2017 год. 1 тур: Марин Ле Пен – 33,8 %, Эмманюэль Макрон – 19,7 %, Франсуа Фийон – 17,2 %, Жан-Люк Меланшон – 16,8 %; 2 тур: Макрон – 52,0 %. 2012 год. 1 тур: Франсуа Олланд — 27,7 %, Николя Саркози — 25,2 %, Марин Ле Пен — 25,0 %; 2 тур: Олланд — 50,7 %).
С 2015 года кантон в Совете департамента Эна представляют член совета города Суасон Паскаль Тордё (Pascal Tordeux) (Вперёд, Республика!) и мэр коммуны Кюиси-ан-Альмон Франсуаза Шампенуа (Françoise Champenois) (Союз демократов и независимых).
|                | Кандидаты                        | Партия                   | Первый тур | Первый тур     | Второй тур | Второй тур |
| Кол-во голосов | Кандидаты                        | Партия                   | % голосов  | Кол-во голосов | % голосов  |            |
| -------------- | -------------------------------- | ------------------------ | ---------- | -------------- | ---------- | ---------- |
|                | Паскаль Тордё Франсуаза Шампенуа | Правоцентристский блок   | 2 179      | 45,75          | 3 024      | 64,67      |
|                | Андре Лесгийе Жозе Фулон         | Национальное объединение | 1 592      | 33,42          | 1 652      | 35,33      |
|                | Себастьен Ланж Сильви Ле Мескам  | Разные левые             | 992        | 8,83           |            |            |

|                | Кандидаты                           | Партия             | Первый тур | Первый тур     | Второй тур | Второй тур |
| Кол-во голосов | Кандидаты                           | Партия             | % голосов  | Кол-во голосов | % голосов  |            |
| -------------- | ----------------------------------- | ------------------ | ---------- | -------------- | ---------- | ---------- |
|                | Паскаль Тордё Франсуаза Шампенуа    | Правый блок        | 2 194      | 28,98          | 4 101      | 55,11      |
|                | Вероник Аллез Эммануэль Шассаню     | Национальный фронт | 3 189      | 42,12          | 3 341      | 44,89      |
|                | Жан-Пьер Корней Стефани Лебе-Делатр | Левый блок         | 2 188      | 28,90          |            |            |